# Jüdischer Friedhof (Louvigny (Moselle))

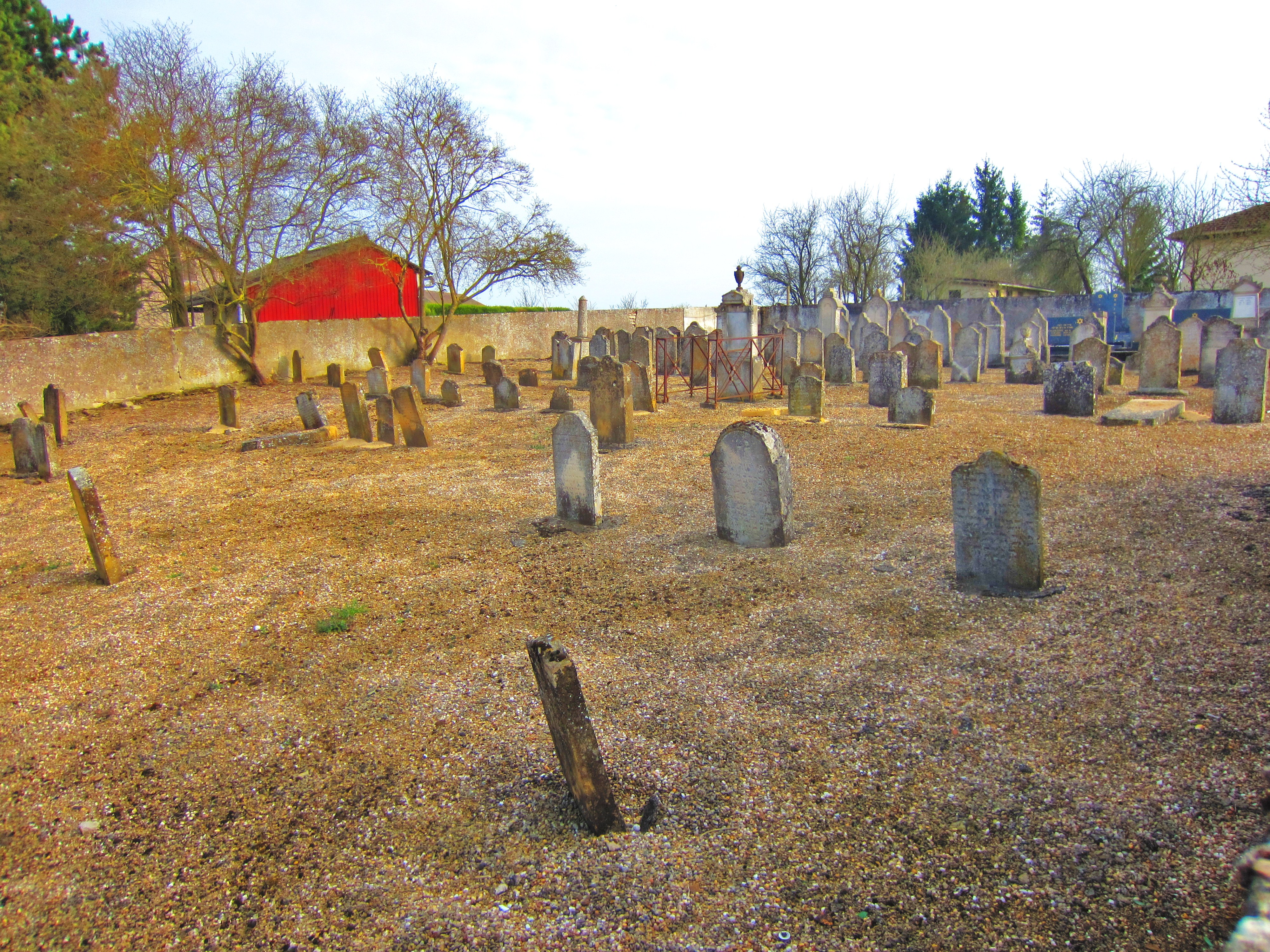
Jüdischer Friedhof in Louvigny

Der Jüdische Friedhof in Louvigny, einer französischen Gemeinde im Département Moselle in der historischen Region Lothringen, wurde 1797 angelegt. Der jüdische Friedhof befindet sich an der Rue Maréchal Foch. 
Auf dem Friedhof sind noch viele Grabsteine erhalten.